# Pagurus compressipes
Pagurus compressipes is een tienpotigensoort uit de familie van de Paguridae. De wetenschappelijke naam van de soort is voor het eerst geldig gepubliceerd in 1884 door Miers.